# Aero A.23
L'Aero A.23 est un biplan de transport dessiné en 1925.
Comme d'autres appareils de cette époque les passagers prenaient place dans une cabine fermée située dans l'entreplan, le pilote étant installé dans un poste ouvert situé en arrière de la cabine. La formule était le même que celle utilisée pour l'Aero A.10, mais les lignes générales était relativement modernes.
CSA devait prendre en compte 7 A.23 [L-BAAA/G], qui furent utilisés de 1926 à 1936 sur les routes Prague-Marienbad et Prague-Uzhhorod.